# Назимово (Псковский район)
Нази́мово — деревня в Краснопрудской волости Псковского района Псковской области России.
Расположена в 7 км к востоку от волостного центра Кирово.
| 2000 | 2001 | 2002 | 2010 |
| ---- | ---- | ---- | ---- |
| 148  | →148 | ↘120 | ↘107 |